# Clovia pseudoprolixa
Clovia pseudoprolixa är en insektsart som beskrevs av Victor Lallemand 1920. Clovia pseudoprolixa ingår i släktet Clovia och familjen spottstritar. Inga underarter finns listade i Catalogue of Life.